# Ole Beich
Ole Beich, danski glasbenik, * 1955, Esbjerg, Danska, † 16. oktober 1991, København.
Najbolj je poznan kot bas kitarist začetnih zasedb rock skupin L.A. Guns in Guns N' Roses. Kariero je začel kot kitarist in bas kitarist v več danskih skupinah, nato pa se je preselil v Los Angeles, kjer ga je Tracii Guns povabil kot bas kitarista v svojo novo skupino L.A. Guns. Gunsu je sledil, ko se je ta odločil, da bo začasno opustil L.A. Guns in se pridružil obujeni skupini Holywood Rose, zatem preimenovani v Guns N' Roses. Beich je zaigral samo na enem nastopu preden je leta 1985 zapustil skupino. Po besedah njegove družine je nato zapadel v depresijo in težave z drogami ter alkoholom. Na Dansko se je vrnil leta 1988. Umrl je tri leta kasneje, ko se je utopil v jezeru Sankt Jørgens sredi Københavna.